# 洛里斯 (沃克吕兹省)
洛里斯（法語：Lauris，法語發音：[loʁis]）是法国普罗旺斯-阿尔卑斯-蓝色海岸大区沃克吕兹省的一个市镇，属于阿普特区。

## 地名
该地名“Lauris”发音为[loʁis]，字母“s”发音，《世界地名翻译大辞典》与《世界地名译名词典》将其误译作“洛里”。

## 地理
洛里斯（43°44'49"N, 5°18'48"E）面积21.81 平方千米，位于法国普罗旺斯-阿尔卑斯-蓝色海岸大区沃克吕兹省，该省份为法国东南部内陆省份，北起德龙省，西北接阿尔代什省，西接加尔省，南至罗讷河口省，东南角与瓦尔省接壤，东临上普罗旺斯阿尔卑斯省。
与洛里斯接壤的市镇（或旧市镇、城区）包括：拉罗克当泰龙、博尼约、皮热、皮韦尔。
洛里斯的时区为UTC+01:00、UTC+02:00（夏令时）。

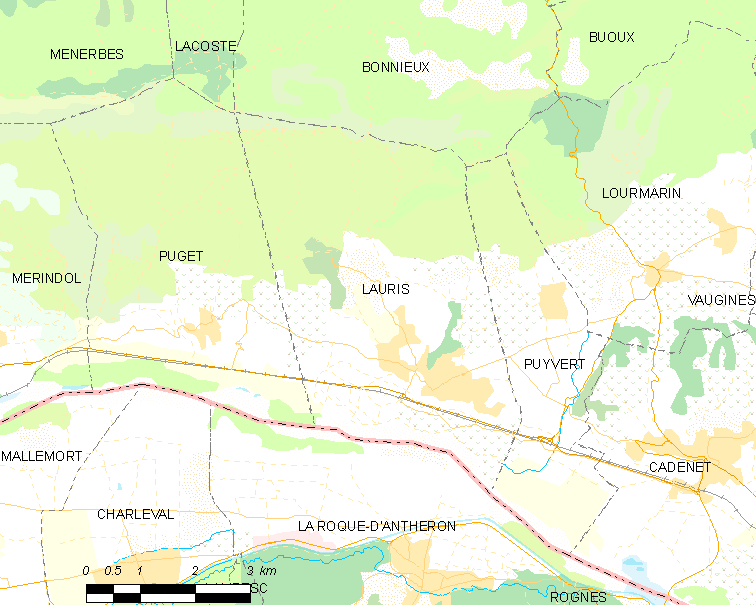
洛里斯的OSM定位图

## 行政
洛里斯的邮政编码为84360，INSEE市镇编码为84065。

## 政治
洛里斯所属的省级选区为舍瓦勒布朗县。

## 人口

1962-2008年间洛里斯人口变化图示

洛里斯于2022年1月1日时的人口数量为3929人。